# Occidentalització
L'occidentalització és un procés d'assimilació cultural o d'aculturació que es presenta en societats no occidentals i que han entrat en contacte o es troben sota la influència de la cultura occidental, visible en elements com la industrialització, la tecnologia, el dret, la política, l'economia, l'estil de vida, la dieta, l'idioma, l'alfabet, la religió o els valors i tradicions occidentals.
L'occidentalització ha estat constant i accelerada en els darrers segles a tot el món, i es presenta quan un determinat grup social d'un país no occidental, influenciat pels valors i els interessos d'aquesta megacultura, propugna l'adquisició dels estils de vida i altres aspectes de la cultura occidental per part de la seva societat o nació, amb l'ànim de fer-les més modernes, riques i cosmopolites. O bé quan el procés d'aculturació vé forçat des de la potència colonial. Diversos graus de dominació, destrucció, resistència, supervivència, adaptació, i modificació de la cultura aborigen han pogut seguir al primer contacte interètnic. En una situació en què la cultura nativa pateix destrucció com a resultat del major poder de la cultura adversària, sovint es produeix una "fase de xoc" inicial. Aquesta fase de xoc és especialment característica durant el període colonial (Amèrica Llatina, Àfrica, gran part d'Àsia i d'Oceania) o d'expansió territorial (Nord-amèrica, Sibèria, Sud-àfrica i Austràlia). Durant la fase de xoc, la repressió amb l'ús de la força militar desemboca en un "col·lapse cultural", o etnocidi, que és l'extinció física de la cultura afectada. Segons Kottak, els occidentals "provaran de reconstruir la cultura nativa segons la seva pròpia visió, ignorant el fet que els models culturals que ells han creat són inapropiats per aplicar-los fora de la civilització occidental".

## Definició d'Occident

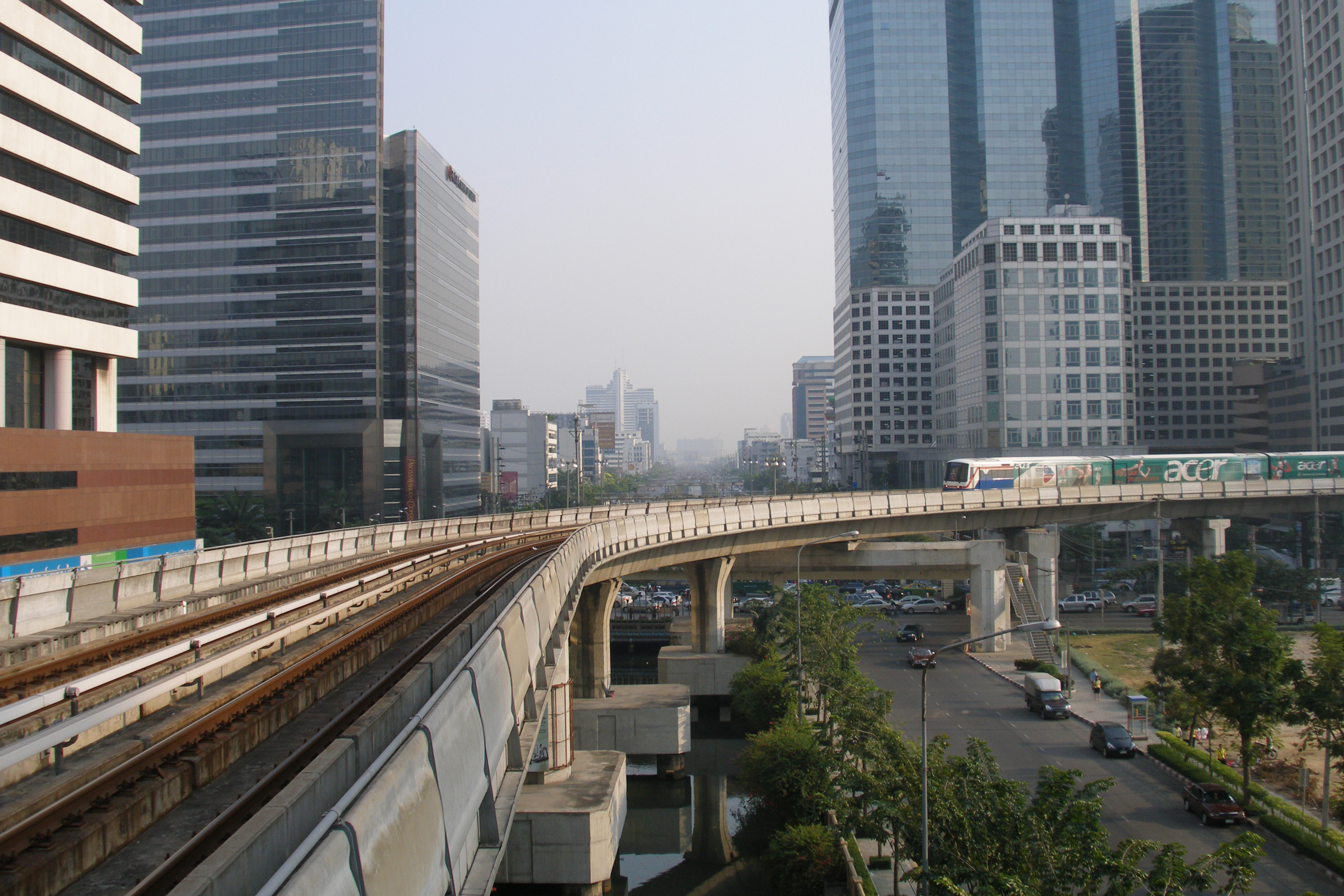
La ciutat de Bangkok, la capital de Tailàndia, és un exemple de societat asiàtica fortament occidentalitzada, que tanmateix ha sabut preservar la seva cultura pròpia.

La definició d'Occident no és fàcil, i pot contenir una gran quantitat d'elements i idees que poden arribar a ser contradictoris. Alguns conceptes que es consideren determinants d'allò que és occidental, poden arribar a excloure alguns països que són occidentals si s'apliquen altres criteris. Per exemple, si considerem que el desenvolupament tecnològic és definitori de l'Occident, hi inclourem l'Europa occidental industrialitzada i Nord-amèrica, principalment, i potser hi afegiriem, paradoxalment, el Japó, tot deixant fora, en canvi, l'Europa de l'Est i l'Amèrica Llatina, que són clarament de cultura occidental. Ara bé, una anàlisi més acurada del concepte d'Occident dona resultats diferents.